# Dufourea calochorti
Dufourea calochorti är en biart som först beskrevs av Cockerell 1924.  Dufourea calochorti ingår i släktet solbin, och familjen vägbin.

## Underarter
Arten delas in i följande underarter:
- D. c. calochorti
- D. c. sculleni